# Музыка Синьцзяна

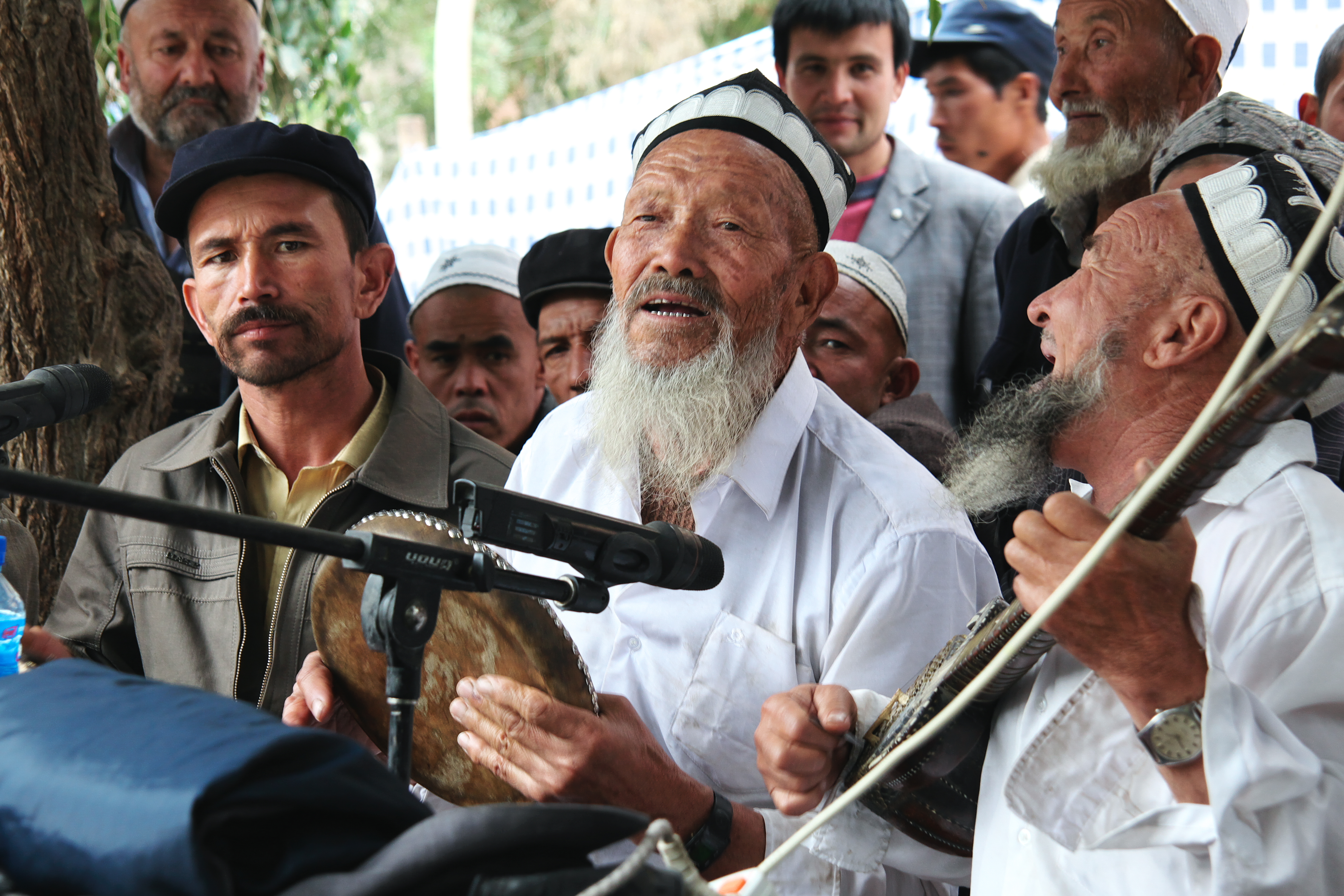
Уйгурские музыканты мешрепа в Яркенде

Музыка Синьцзяна весьма разнообразна: имеются уникальные региональные различия в Или, Кашгаре, Хотане и префектурах Аксу. Южная область включает в себя простые песни Хотана, танцевальную музыку Кучи и сложные ритмические песни Кашгара. Или имеет, пожалуй, самую известную музыкальную традицию в Синьцзяне, в том числе ряд эмоциональных мелодий, которые имеют повествовательную форму.

## Мукам

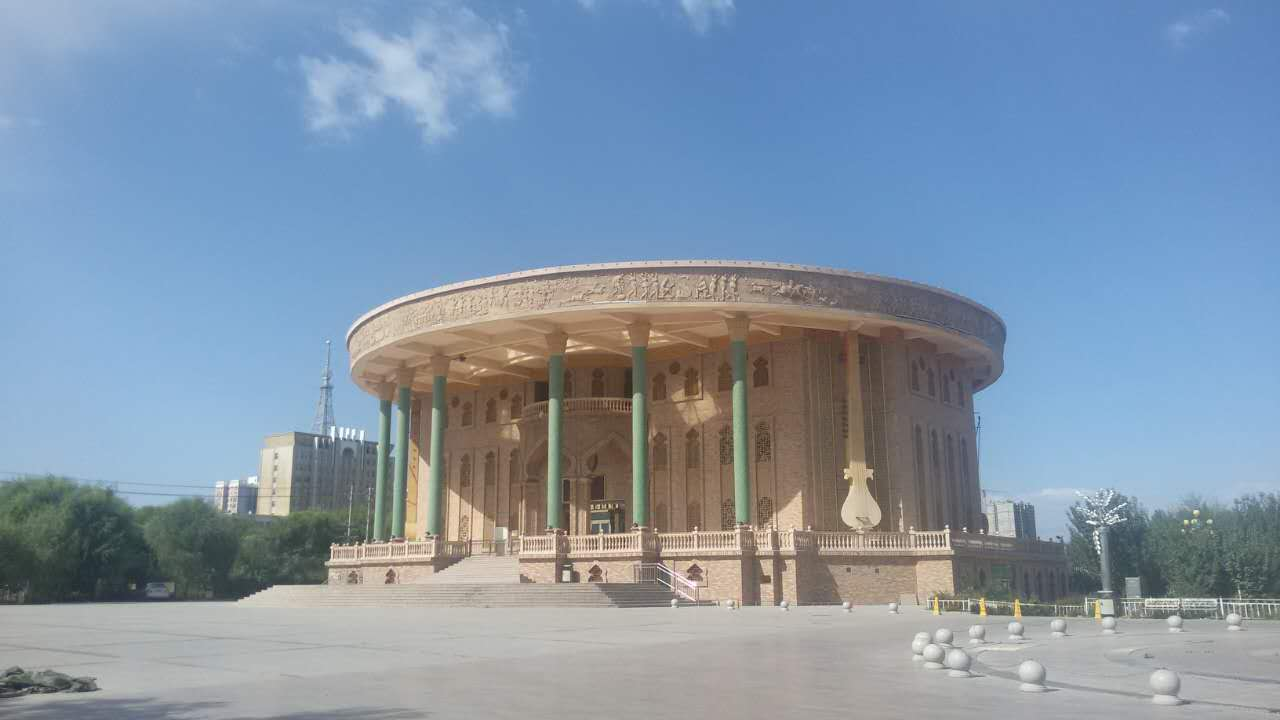
Музей мукама в Хами, Синьцзян

Самая известная музыкальная форма уйгурского народа — мукам, комплексная сюита из 12 разделов, относящихся к узбекским и таджикским формам. Эти сложные симфонии сильно различаются между сюитами одного и того же мукама и построены на 7-значной шкале. Инструменты обычно включают даф (барабанный каркас), цимбалы с молотком, скрипки и лютни; у исполнителей есть место для личных украшений, особенно в перкуссии. Однако количество и виды инструментов, используемых при исполнении мукама, сильно различаются. В ноябре 2005 года искусство уйгурского мукама было названо ЮНЕСКО шедевром устного и нематериального наследия человечества.

## Санам
Традиция санам — это своего рода танцевальная музыка, популярная среди уйгуров, в то время как разговорные песни, такие как «Майда», «Эйтишиш» и «Кошаг», — популярные песни о любви с простыми мелодиями.

## Поп-музыка
Самый популярный исполнитель последнего времени — Турди Ахун, записавший большинство мукамов в 1950-е годы. Региональная индустрия популярной музыки возникла в 1980-х годах, одновременно с ослаблением культурных ограничений Дэн Сяопином. В результате поп-индустрия породила такие группы, как Ширели, чей Trance 2 1995 года был регги-версией местной народной песни. Позже выдающимися музыкантами стали Паша Иша, Аскар и его группа «Grey Wolf», Абдулла Абдурехим и Алим Джан, которые появились в таких международных релизах, как саундтрек к «Крадущемуся тигру, затаившемуся дракону», где он играет на струнном равапе. Отец Джана также был известным народным музыкантом, известным как Турсун Танбур из-за его мастерства игры на танбуре, струнном инструменте, похожем на лютню с закрытым грифом. Рок-группы и хеви-метал-группы, такие как «Täklimakan» и «Riwäyat», также хорошо известны в Синьцзяне, как и стиль гитары фламенко «Gipsy Kings».

## Галерея
| - Уйгурские музыкальные инструменты, Кашгар - Уйгурский музыкант, Кашгар, 2010 г. |